# Paul Guiberteau
Paul Guibertau (Nantes, 14 luglio 1924 – XII arrondissement di Parigi, 19 luglio 2010) è stato un presbitero ed educatore francese.
Già responsabile dell'educazione cattolica in Francia, dal 1986 al 1992 fu rettore dell'Institut catholique de Paris.

## Biografia
Paul Guibertau nacque nato il 14 luglio 1924 a Nantes (nella Loira Atlantica) da André Clément Roger Guiberteau e Madeleine Louise Ménoreau.
Allievo del Liceo Saint-Stanislas di Nantes, studiò nel seminario maggiore della città e poi si laureò in filosofia all'[[Institut 
catholique de Paris|Istituto Cattolico di Parigi]] e alla Sorbona. Fu ordinato sacerdote a Nantes il 28 giugno 1947.
Trascorse la sua carriera scolastica a Saint-Stanislas: prima come insegnante di francese, latino e greco (dal 1949 al 1951); poi come insegnante di filosofia (dal 1951 al 1959); infine come preside (dal 1959 al 1967).
Dal 1967 al 1981 fu direttore diocesano dell'educazione cattolica nella Loira Atlantica.
Dal 1981 al 1986 ricoprì l'incarico di segretario generale dell'educazione cattolica, svolgendo un ruolo di primo piano nel Movimento delle scuole libere del 1984.
Dal 1986 al 1992 fu rettore dell'Institut Catholique de Paris; nominato prelato d'onore di Sua Santità il 27 gennaio 1987, il 5 maggio 1992 divenne curato della parrocchia di Saint-Germain-des-Prés a Parigi e poi, nel '96, cappellano di Notre-Dame de Paris. Nello stesso tempo, si trovava, da un lato, a dirigere la "Pastorale des réalités du tourisme et des loisirs" (La pastorale per le realtà del turismo e del tempo libero) e l'associazione "Arts, Culture et Foi" (Arte, cultura e fede) della diocesi di Parigi e, dall'altro, a essere giudice presso il Tribunale (ecclesiastico) di prima istanza dell'Île-de-France.
Nel 1988, Paul Guiberteau partecipò gruppo di negoziatori guidati in Nuova Caledonia dal prefetto Christian Blanc, la cui missione ha portato agli accordi di Matignon coi separatisti locali.
Si spense il 12 luglio 2010 nel XII arrondissement di Parigi.

## Pubblicazioni
- (FR) Conrad de Meester e Paul Guiberteau, Frère Laurent de la Résurrection: Écrits et entretiens sur la pratique de la présence de Dieu, collana Epiphanie, Paris, Le Cerf, 7 ottobre 1991,  p. 316, ISBN 978-2-204-04336-6.